# 阿布拉罕-勞侖茲-狄拉克力
阿布拉罕-勞侖茲-狄拉克力（Abraham-Lorentz-Dirac force）是阿布拉罕-勞侖茲力的改版，跟阿布拉罕-勞侖茲力一樣，是描述當加速帶電粒子因為粒子放射出電磁輻射而所受到的平均力，只不過阿布拉罕-勞侖茲-狄拉克力把相對論產生的效應也加進去而已。

## 定義
阿布拉罕-勞侖茲-狄拉克力是在1938年由保羅·狄拉克導出：
{\displaystyle F_{\mu }^{\mbox{rad}}={\frac {\mu _{o}q^{2}}{6\pi mc}}\left({\frac {d^{2}p_{\mu }}{d\tau ^{2}}}+{\frac {p_{\mu }}{m^{2}c^{2}}}\,\left({\frac {dp_{\nu }}{d\tau }}{\frac {dp^{\nu }}{d\tau }}\right)\right)}